# Anii 340 î.Hr.
Secole: Secolul al V-lea î.Hr. - Secolul al IV-lea î.Hr. - Secolul al III-lea î.Hr.
Decenii: Anii 390 î.Hr. Anii 380 î.Hr. Anii 370 î.Hr. Anii 360 î.Hr. Anii 350 î.Hr. - Anii 340 î.Hr. - Anii 330 î.Hr. Anii 320 î.Hr. Anii 310 î.Hr. Anii 300 î.Hr. Anii 290 î.Hr.
Anii: 350 î.Hr. | 349 î.Hr. | 348 î.Hr. | 347 î.Hr. | 346 î.Hr. | 345 î.Hr. | 344 î.Hr. | 343 î.Hr. | 342 î.Hr. | 341 î.Hr. | 340 î.Hr.
Evenimente